# Souleymane Faye
Souleymane Faye (Dakar, 8 de febrero de 2003) es un futbolista senegalés que juega en la posición de extremo izquierdo en las filas del Granada C. F. de la Segunda División de España.

## Trayectoria
Se formó en las categorías inferiores de la Galaxy Football Academy de Dakar. El 25 de enero de 2022, con 18 años, llegó a España como cedido al Club Recreativo Granada de la Segunda Federación, con el que disputó 14 partidos.
Tras finalizar su contrato con el club senegalés, firmó en septiembre de 2022 por el Club de Fútbol Talavera de la Reina de la Primera Federación. En julio de 2023 marchó cedido con opción de compra al Betis Deportivo de la Segunda Federación. Con el Betis Deportivo consiguió el ascenso a Primera Federación y el club verdiblanco ejerció su opción de compra, con el que firmó hasta 2028.

## Estadísticas

### Club
Actualizado al último partido disputado el 24 de mayo de 2025.
| Club             | Temporada | Liga                       | Liga  | Liga  | Copa  | Copa  | Total | Total |
| Club             | Temporada | División                   | Part. | Goles | Part. | Goles | Part. | Goles |
| ---------------- | --------- | -------------------------- | ----- | ----- | ----- | ----- | ----- | ----- |
| Granada B        | 2021–22   | Segunda División RFEF      | 14    | 0     | 0     | 0     | 14    | 0     |
| Talavera         | 2022–23   | Primera Federación         | 29    | 1     | 0     | 0     | 29    | 1     |
| Betis B (cesión) | 2023–24   | Segunda Federación         | 18    | 2     | 0     | 0     | 18    | 2     |
| Betis B          | 2024–25   | Primera Federación         | 36    | 9     | 0     | 0     | 36    | 9     |
| Granada C. F.    | 2025–26   | Segunda División de España | 0     | 0     | 0     | 0     | 0     | 0     |
| Total            | Total     | Total                      | 97    | 12    | 0     | 0     | 97    | 12    |

### Selección nacional
Souleymane Faye es internacional absoluto con Senegal, debutó con la selección el 9 de septiembre de 2023 contra la selección de Ruanda. Con la Selección de fútbol sub-17 de Senegal, participó en 2019 en el mundial sub-17 de Brasil. 
El 12 de marzo de 2023, Faye se proclamó campeón de la Copa Africana de Naciones Sub-20 de 2023 con la Selección de Senegal, al derrotar en la final a Gambia por 2-0, en la que fue proclamado mejor jugador del partido.

## Clubes
| Club                                | País    | Año       |
| ----------------------------------- | ------- | --------- |
| Galaxy Dakar                        | Senegal | 2021-2022 |
| Club Recreativo Granada (cedido)    | España  | 2022      |
| Club de Fútbol Talavera de la Reina | España  | 2022-2023 |
| Betis Deportivo Balompié            | España  | 2023-2025 |
| Granada C. F.                       | 2025-   |           |

## Palmarés

### Campeonatos internacionales
| Título                                   | Club                                  | Sede   | Año  |
| ---------------------------------------- | ------------------------------------- | ------ | ---- |
| Copa Africana de Naciones Sub-20 de 2023 | Selección de fútbol sub-20 de Senegal | Egipto | 2023 |